# Bill Ligon
William Norman Ligon, detto Bill (Nashville, 29 maggio 1952 – Gallatin, 11 giugno 2024), è stato un cestista statunitense, professionista nella NBA.

## Carriera
Venne selezionato dai Detroit Pistons al decimo giro del Draft NBA 1974 (175ª scelta assoluta).